# Венус, Георгий Давыдович
Георгий Давидович Венус (31 декабря 1898, Санкт-Петербург — 8 июля 1939, Сызрань) — русский и советский прозаик, поэт, офицер. Участник Первой мировой и Гражданской войн.

## Биография

### Офицер. Участник двух войн
Георгий Венус родился в Петербурге в семье рабочего, этнический немец. Предки его в числе других иноземных ремесленников переселились в Россию при Петре I и осели в Петербурге. С детства мечтал о карьере художника и неплохо рисовал. Окончил немецкое реальное училище при лютеранской церкви Св. Екатерины — Катариненшуле (в 1915 году), ускоренный курс Павловского пехотного училища. Ушёл в звании прапорщика 613-го Славутинского пехотного полка на Юго-Западный фронт Первой мировой войны, был дважды ранен. Награждён Георгиевским крестом.
После Октябрьской революции вернулся с фронта в Петербург. Был арестован советскими властями и недолго просидел в Петропавловской крепости. После освобождения пробрался в Харьков в расположение Добровольческой армии. В июне 1919 года присоединился к белым частям 2-го Офицерского генерала Дроздовского полка (Позднее 1-го стрелкового дроздовского полка). Прошёл все бои деникинского похода на Москву, пережил Новороссийскую эвакуацию, воевал в составе полка вплоть до сентября 1920 года, когда был ранен в бою у колонии Фридрихсфельд и отправлен в госпиталь, в завершающих боях Белого Юга он уже не участвовал. Эвакуирован вместе с госпиталем в Константинополь.
Брат Георгия Венуса Александр был лётчиком и в годы Гражданской войны воевал в Красной Армии.

### Эмиграция и возвращение
В эмиграции находился в лагере Русской армии в Галлиполи. В 1922 году переехал к родственникам в Германию. На волне «сменовеховства» в 1925 году подал заявление в советское посольство в Берлине на возвращение на родину. В 1926 году уехал с семьей в Ленинград. Продолжил начатую в эмиграции писательскую деятельность. Поскольку романы предназначались для публикации в СССР, Венус несколько сгустил краски, изображая крах Белого Движения, вместе с тем он очень яркими красками живописал быт простых бойцов — солдат и младших офицеров Добровольческой Армии, их настроения и мечты. Сотрудничал с М. Горьким. Был членом Союза писателей. Как бывший белый офицер, всегда находился на подозрении.

### Репрессии
В начале 1930-х гг. Венусу отказали в выдаче нового паспорта и обязали выехать за 101-й километр. Однако делать этого писателю не пришлось — помогли влиятельные друзья-литераторы.
В январе 1935 года Венус был арестован в Ленинграде, в связи с недавним убийством Кирова. Был сослан с семьей в Куйбышев (предполагалась ссылка в приаральский город Иргиз, но, благодаря вмешательству К. И. Чуковского и А. Н. Толстого, место удалось поменять). Толстой, с которым Венус был знаком со времён жизни в Берлине, присылал ему в Куйбышев деньги и свои детские произведения с надписями «От депутата Верховного Совета», чтобы его сын-школьник мог их показать недоброжелателям, травившим его как сына «врага народа».
24 января 1938 года литератор был повторно арестован, когда заходил в здание НКВД за изъятыми рукописями второй части «Молочных вод». Спустя месяц А. Н. Толстой направил Н. И. Ежову письмо в защиту Венуса. 8 августа 1938 года Венус был допрошен о берлинских знакомствах Толстого в пору эмиграции, а также в 1930-е годы. Ничего компрометирующего Венус не сообщил, протокол этого допроса является важным источником биографии Толстого.
В тюрьме подвергался систематическим избиениям. Заболел гнойным плевритом. Скончался 8 июля 1939 году в г. Сызрани в тюремной больнице.
«Дорогие мои! Одновременно с цынгой у меня с марта болели бока. Докатилось до серьёзного плеврита. Сейчас у меня температура 39, но было ещё хуже. Здесь, в больнице, не плохо. Ничего не передавайте, мне ничего не нужно. Досадно отодвинулся суд. Милые, простите за всё, иногда так хочется умереть в этом горячем к вам чувстве. Говорят, надо ещё жить. Будьте счастливы. Живите друг ради друга. Я для вашего счастья дать уже ничего не могу. Я ни о чём не жалею, если бы жизнь могла повториться, я поступил бы так же. Юра».
В 1956 реабилитирован.
22 ноября 2015 года в Санкт-Петербурге на фасаде дома 9 по набережной канала Грибоедова был установлен мемориальный знак «Последний адрес» Георгия Давыдовича Венуса.

## Произведения
- Полустанок : стихи — Берлин : Hirschbaum, 1925. — 60 с.
- «Война и люди»
- «Молочные воды»
- «Стальной шлем»
- «Дело к весне»
- «Солнце этого лета» и др. Рассказы
- «Огни Беркширии», М., «Федерация», 1929
- Зяблики в латах (Война и люди). — Москва : Вече, 2017. — 286 с. — (Офицерский роман. Честь имею) — ISBN 978-5-4444-5907-2